# بتی شید
بتی شید (انگلیسی: Betty Schade؛ ‏ ۲۷ مارس ۱۸۹۵ – ۲۷ مارس ۱۹۸۲) بازیگر آلمان‌الاصل اهل ایالات متحده آمریکا بود.
از فیلم‌هایی که وی در آن‌ها نقش داشته‌است، می‌توان به شور و اشتیاق سه‌گانه، پلیس بنگفیل، اولین عشق، رستگاری، بعد از پنج و رفیق شفیق او، بارون اشاره نمود.